# Lehmanniella pulchra
Lehmanniella pulchra là một loài thực vật có hoa trong họ Long đởm. Loài này được (Hook.) Simonis mô tả khoa học đầu tiên năm 1985.